# Gephyromantis runewsweeki
Gephyromantis runewsweeki är en groddjursart som beskrevs av Miguel Vences och De la Riva 2007. Gephyromantis runewsweeki ingår i släktet Gephyromantis och familjen Mantellidae. IUCN kategoriserar arten globalt som starkt hotad. Inga underarter finns listade i Catalogue of Life.